# Dunk Island
Dunk Island ist eine kleine Insel Australiens, gelegen im Nordwesten im Bundesstaat Queensland 4,5 km vor der Küste von Mission Beach. Die Insel ist 6 km lang und 2 km breit. Sie gehört zur Gruppe der Family Islands. Der größte Teil der Insel (730 ha) besteht aus einem Nationalpark und einer kleinen Start- und Landebahn für Flugzeuge, den Rest (240 ha) teilen sich im Nordwesten ein Resort sowie Farmland. Das die Insel umgebende Riff gehört zum Great Barrier Reef Nationalpark. 

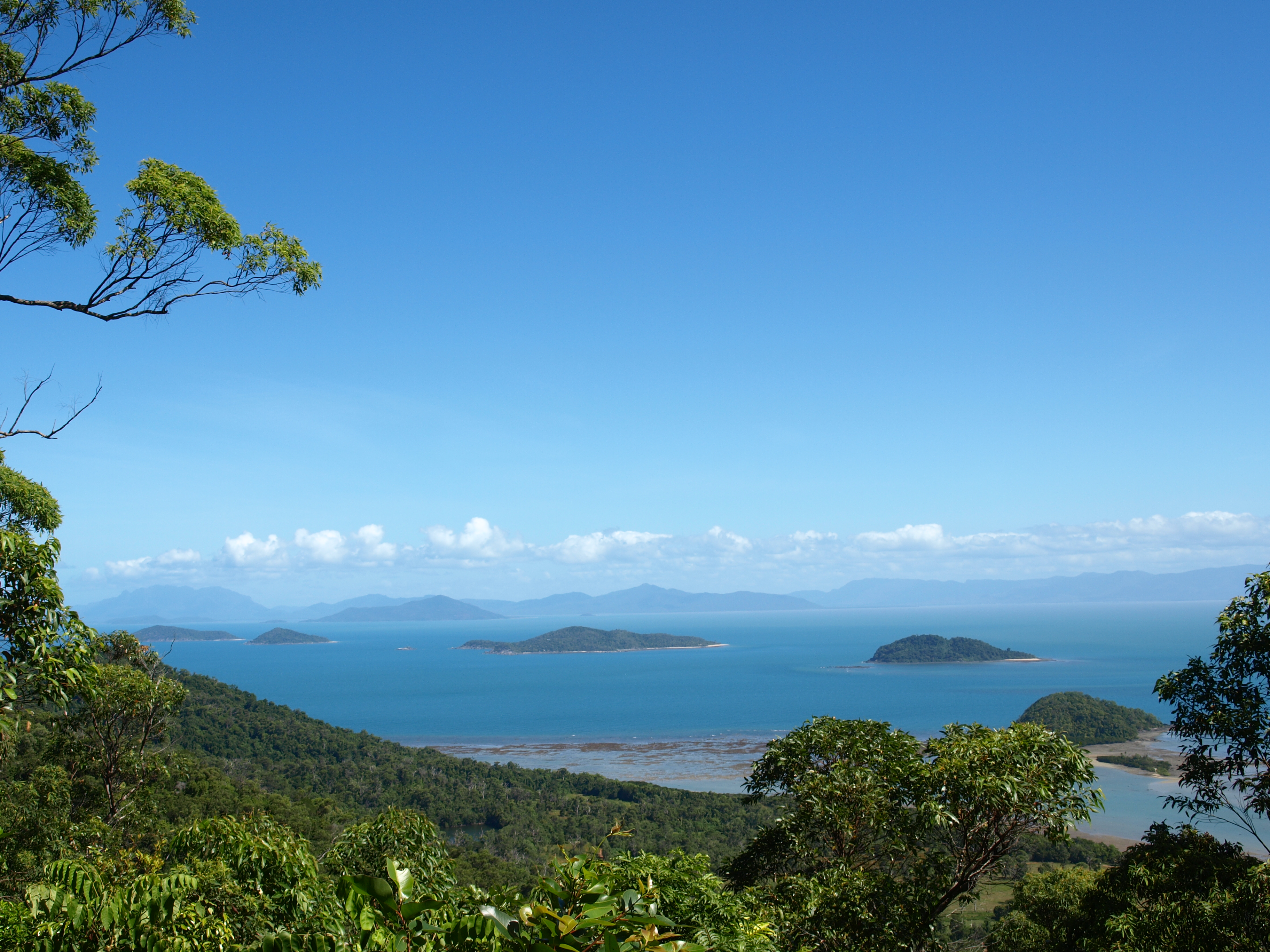
Blick vom Mount Kootaloo Richtung Süden

Dunk Island ist mit Abstand die größte Insel der Family Islands. Alle Inseln bestehen aus Granitgestein und waren Teil des Festlandes, bevor der Meeresspiegel vor 8000 Jahren anstieg. Die Topographie variiert, mit Sandstränden und felsigen Küsten, leicht hügeligen Pisten, aber auch steilem Gelände. Die höchste Erhebung der Insel ist Mount Kootaloo (271 m). Von auf dessen Gipfel gelegener Aussichtsplattform sind andere Inseln der Family Islands zu sehen. Ein Teil des tropischen Regenwaldes und kleinere Strände (beispielsweise Muggy Muggy und Coconut Beach) sind über die insgesamt 13 km langen Wanderwege der Insel zu erreichen. 
Es gibt über 100 Arten von Vögeln auf Dunk Island, darunter seltene und gefährdete Seevögel. Während der Sommermonate wird die Insel zu einer Brutstätte für Seeschwalben. Das Fehlen von Raubtieren, zusammen mit einem reichhaltigen Angebot an Nahrung aus den umliegenden Gewässern, machen sie zu einem idealen Brütort. Sie ist unter anderem ein Teil des Verbreitungsgebietes des Viktoria-Paradiesvogels. Dunk Island ist auch die Heimat von Reptilien wie Pythons, Baumschlangen, Waranen, Geckos und Echsen. Die Insel umgebende Riffe und die umliegenden Gewässer sind Heimat für eine Vielzahl von Meereslebewesen wie Schildkröten, Dugongs, Korallen, Fische, Muscheln und Krabben.

## Geschichte
Die ursprünglichen Besitzer von Dunk Island sind die Aboriginestämme Bandjin und Djiru, die in diesem Gebiet für mehr als zehntausend Jahre gelebt haben. Nach dem Anstieg des Meeresspiegels nutzten sie die Insel, um Lebensmittel und Materialien zu sammeln. Der Aborigine-Name für Dunk Island ist Coonanglebah oder "Die Insel des Friedens und der Fülle". Ihren englischen Namen erhielt die Insel von James Cook, der an ihr am 8. Juni 1770 vorbeisegelte und sie nach George Montague-Dunk, dem 2. Earl of Halifax, benannte.
Der erste Bewohner aus der westlichen Welt war Edmund James Banfield, der zwischen 1897 und 1923 auf der Insel lebte und unter anderem deren Flora und Fauna untersuchte. Berühmt wurde Banfield 1908 durch seinen Roman The Confessions of a Beachcomber, den er auf Dunk Island schrieb. Er und seine Frau sind auf der Insel begraben.
Die Insel wurde im Jahr 1934 von Captain Brassey gekauft. Banfields Bungalows bildeten die Grundlage für den Beginn des heutigen Ressorts. Die Royal Australian Air Force besetzte die Insel während des Zweiten Weltkriegs und bauten die Landebahn im Jahr 1941. Sie errichteten eine Radar-Station auf dem höchsten Punkt der Insel ein Jahr später, welche nach Beendigung des Krieges wieder abgebaut wurde. Die Familie Brassey verkaufte Dunk Island an Eric McElree von Avis Rent-A-Car im Jahr 1956, welcher die Einrichtungen des Resorts ausbaute. Im Jahr 1976 schließlich kaufte die Trans Australia Airlines Dunk Island. Nach der Fusion der TAA mit Qantas Airways ging die Insel 1992 in deren Besitz über. Am 24. Dezember 1997 wurde die Insel von P&O erworben, welche wiederum 2004 vom momentanen Besitzer Voyages aufgekauft worden. 
Die Maximaltemperaturen auf Dunk Island liegen zwischen 25 °C im Juli und 32 °C im Dezember und Januar. 
Auf die Insel kann man entweder mit dem Flugzeug oder von Mission Beach aus mit einer Fähre gelangen.